# Mobilité pendulaire

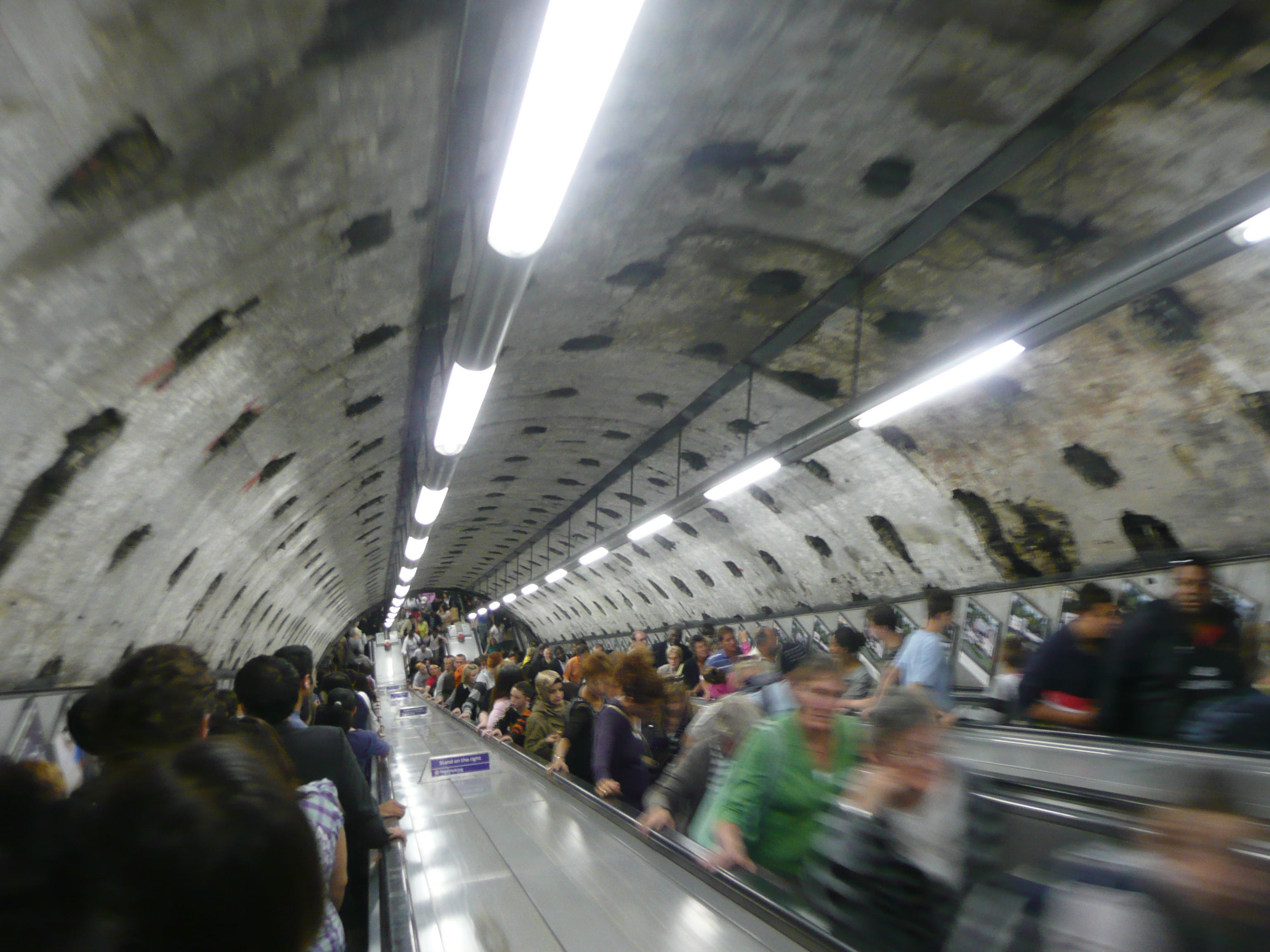
La station de correspondance de King's Cross St. Pancras, un des principaux nœuds des migrations alternantes de Londres.

En géographie sociale, la mobilité pendulaire, appelée aussi migration pendulaire, trafic pendulaire, mobilité alternante ou déplacement pendulaire, comprend les déplacements quotidiens de la population pour des motifs de travail ou des études. Ce phénomène est caractéristique des métropoles et de leurs zones péri-urbaines dues à l'étalement urbain et à la division spatiale des activités, notamment par le zonage. Ce mode de mobilité géographique implique des flux dans les deux sens, depuis le domicile vers le lieu de travail ou d'étude, et inversement, des flux centrifuges, centripètes, internes au centre urbain ou à la périphérie. Ce type de déplacement, le plus prédominant dans le monde en relation avec le phénomène d'urbanisation, est remis en cause par des mutations liées à la déconnexion des lieux de travail, de consommation et d'habitation (périurbanisation qui favorise l'éclatement des déplacements et l'éloignement des emplois), qui créent les conditions d'une mobilité multipolaire, voire apolaire (« zigzagante », pour reprendre l'expression italienne utilisée pour traduire ce phénomène). La mobilité quotidienne peut ainsi être triangulaire lorsque le trajet se fait entre domicile, travail ou étude, et tiers-lieu (courses, école de ses enfants, loisir, restaurant…).
L'impact des politiques publiques et des arbitrages dans un contexte de mobilité géographique et de changement climatique, est étudié par les urbanistes, économistes, géographes et sociologues qui analysent les mobilités interurbaines pendulaires et non pendulaires favorisées par l'hypermobilité automobile. Ils réalisent notamment des travaux portant sur la mesure de flux pendulaire (part de la population active d'une commune travaillant dans une autre commune) et de solde pendulaire (différence entre le flux sortant de pendulaires et le flux entrant), sur la gestion des nuisances sonores, visuelles, olfactives et polluantes induites par un fort trafic pendulaire, et sur les arbitrages avec les usages de la chaussée (stationnement automobile, espaces piétonniers tels que les trottoirs ou les zones piétonnes…).

## Concept
L’objet de navette est le lien réalisé entre deux informations qui sont renseignées au niveau individuel, par le recensement de la population : le lieu de résidence et le lieu de travail, et qui permet de traduire les migrations pendulaires, alternantes d’une population.
En effet, le qualificatif alternante ou pendulaire provient du va-et-vient continuel, au cours d'une même journée, entre deux destinations lointaines, caractéristique principale de ces déplacements qui ont le plus souvent lieu entre un pôle urbain et sa périphérie, plus ou moins lointaine. Les personnes pratiquant les migrations pendulaires peuvent être désignées sous le terme de « navetteurs » (« qui font la navette »).
Ces migrations peuvent s’observer aussi à l'échelle interrégionale, en s’expliquant généralement par des écarts importants du volume de l’emploi, ou encore à l’échelle transfrontalière où les différences du niveau salarial ou fiscal se traduiront parfois fortement (par exemple entre Genève et sa périphérie française).

## Développement de l'outil navette
L’objet navette est né dans les années 1930. La première référence à de telles données a été permise par l’introduction de la question sur le lieu de travail dans le recensement de l’Institut national de la statistique et des études économiques (Insee), en 1896 soit plus de trente ans plus tôt.
Son développement s'explique en grande partie par le développement de la société salariale. En effet, l'« objet navette prend racine dans le développement de la statistique du travail, corollaire de la consolidation d’une société salariale ». Son développement est aussi lié à l’émergence d’une problématique importante dans les études territoriales, celle du déséquilibre, où les politiques publiques visent à lutter contre ses conséquences néfastes. En effet, « la rupture avec l’ancienne organisation du travail a créé un désordre indicible (…) le grand mal de l’époque actuelle en est issu : le nomadisme des populations ouvrières ».
Ainsi, les navettes sont depuis 1960 l’objet d’un nombre croissant de travaux dans les champs de la géographie, de la démographie et de la socio-économie des transports. Leur étude a pris une grande importance dans les études de géographie urbaine et de mobilité quotidienne, « en tant qu’objet qui traduit la structuration de l’espace, résume les pratiques de mobilité et participe à la définition de son urbanité », elles permettent d’étudier l’espace urbain, qui occupe une place de plus en plus importante dans les études de mobilité et de transport : c’est à cette échelle que de nombreux problèmes liés à la circulation se concentrent.

## Limites de l'outil navette
Les navettes ne concernent qu’une fraction de la population : la population active occupée, dont la commune de travail est différente de la commune de résidence. Cette dernière représentait environ le quart de la population française en 2008. Ainsi, les navettes représentent une part importante des transports réalisés quotidiennement, mais elles sont toutefois loin de représenter la totalité des migrations quotidiennes de la population, notamment face au transport scolaire qui concerne 5,6 millions d’individus, soit 10 % de la population métropolitaine. Leur apport est aussi à relativiser en ce qu’elles ne disent rien sur l’existence, la fréquence et sur l’itinéraire du potentiel déplacement entre le domicile et le travail.
Selon Pierre Merlin, l’importance de l’outil des navettes se justifie toutefois par la facilité de son observation statistique : « les migrations alternantes ne se limitent pas aux mouvements pendulaires de la population active néanmoins on se limite généralement, surtout pour des raisons de facilité d’observation statistique, aux migrations alternantes des actifs ».

## Dynamiques générales

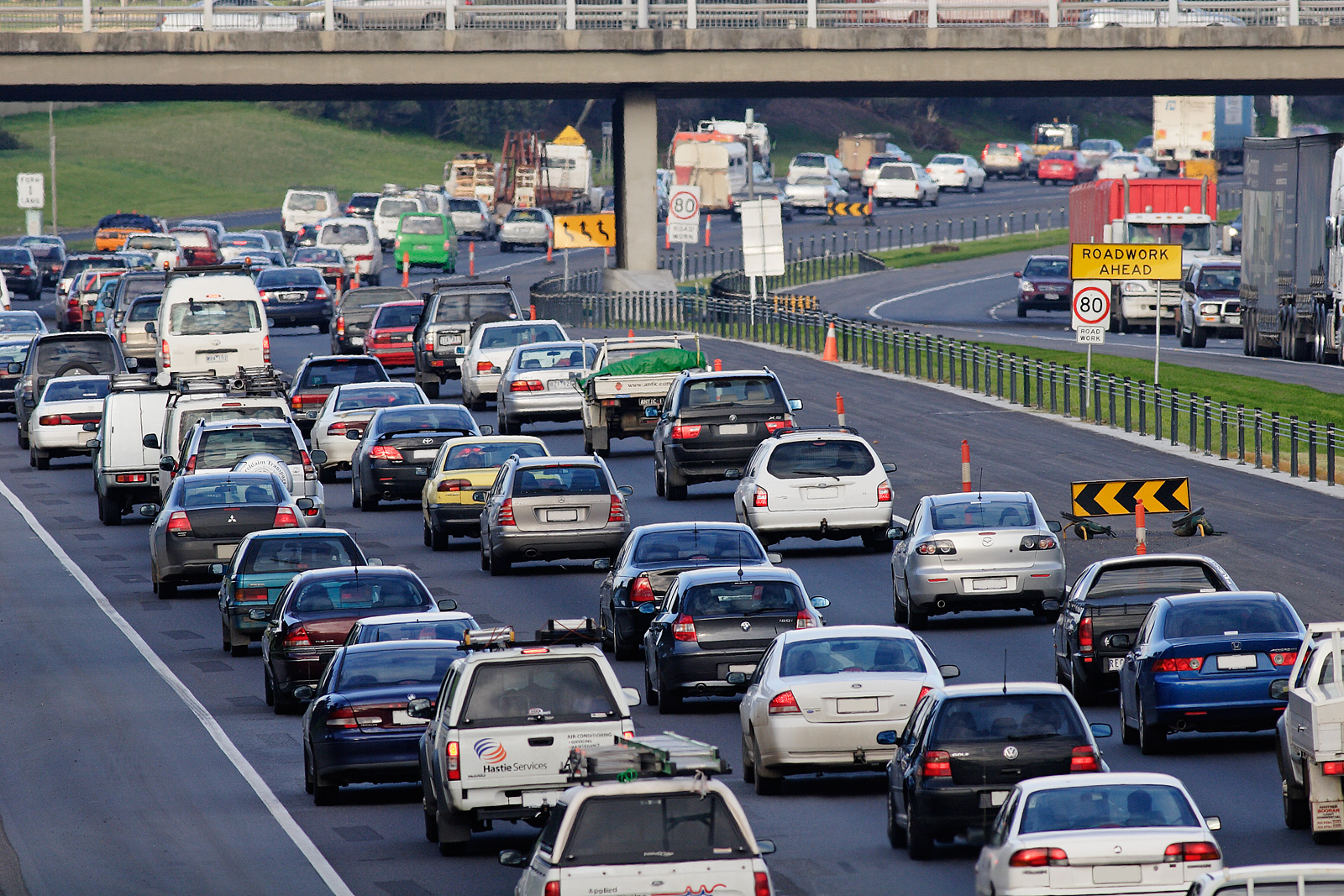
Embouteillage près de Melbourne dans le Victoria

La réduction de plus en plus importante des temps de trajets interurbains des transports en commun, comme les trains à grande vitesse, augmente le rayon qu’il est possible de parcourir quotidiennement pour se rendre à son lieu de travail, certains navetteurs parcourant plusieurs centaines de kilomètres.
Dans les villes développées, les emplois ont tendance à se concentrer au centre-ville, dans la mesure où l'urbanisation va de pair avec la tertiarisation des emplois, la centralisation administrative et la concentration en centre-ville de ces activités. Par ailleurs, en Europe, le développement important des zones urbaines a posé, dès l'après-guerre, un problème de logement qui a été résolu par l'extension de la surface des aires urbaines et la création de banlieues. Ainsi, de manière générale, on a assisté à une certaine spécialisation des espaces (zonage), les logements se situant à la périphérie des villes et les emplois au centre-ville : les communes ont tendance à se « spécialiser » entre emploi ou logement. En effet, si certains déplacements ne sont que le reflet de choix individuels assumés, beaucoup sont contraints, par manque d'emploi ou de logement adaptés aux populations locales.
Plus récemment, certaines zones urbaines ont vu une partie de leur population, à la recherche d’un cadre de vie qu'elles considèrent meilleur (périurbanisation), déserter la ville pour les zones moins urbanisées de la périphérie alors que leurs activités professionnelles restent localisées dans le centre du pôle urbain. Par conséquent, dans un contexte de développement de la motorisation des ménages (utilisation de mode de transports motorisés individuels), les travailleurs se déplacent chaque jour à deux reprises, de la périphérie vers le centre le matin, du centre vers la périphérie le soir.
Cette tendance générale peut se modifier progressivement, et tend parfois à s'inverser : des emplois s'implantent alors hors des centres-villes. C'est le cas par exemple en Île-de-France, avec le quartier de La Défense où se concentrent de très nombreux emplois, mais aussi avec des pôles plus ou moins importants en petite et grande couronne.

### En France
En 2007, près de trois salariés sur quatre (73%) travaillent en dehors de leur commune de résidence. Mais cette proportion dépasse 90% dans les couronnes périurbaines des villes de moins de 50.000 habitants et dans les espaces à dominante rurale. 77% des emplois restent concentrés dans les pôles urbains alors que 63% des salariés y habitent. A contrario, selon l'Insee, le périurbain, où résident 22% des actifs, rassemble 12% des emplois. En revanche à la campagne, la situation est plus équilibrée : on y trouve 15% des emplois et 13% des salariés.
Ce phénomène est particulièrement significatif à notre époque : par exemple, un Français parcourt en moyenne 45 kilomètres par jour en 2008, soit neuf fois plus que dans les années 1950. Il réalise en moyenne 3,15 déplacements par jour.

## Problématiques actuelles
De nombreux problèmes sont liés à ces mobilités alternantes, en particulier lorsqu'elles se font en automobile, dans la mesure où cela encombre les axes routiers. C'est pourquoi les métropoles s'équipent de systèmes de transport en commun (comme le RER dans la région parisienne et bientôt bruxelloise) et de voies rapides (notamment les ceintures périphériques, qualifiées de rocade en France et de ring en Belgique). En effet, les migrations alternantes présentent un grand intérêt car elles constituent l’essentiel des déplacements effectués à l’heure de pointe et que ce sont eux qui entraînent la congestion du réseau de circulation parisien et qui congestionne l’ampleur des aménagements nécessaires.
À cela s'ajoutent les difficultés de concentration de la population dans les banlieues, et la fantômisation des centres-villes, dans les métropoles d'Amérique du Nord, en particulier. Les mobilités alternantes sont également une source très importante de pollution à cause, entre autres, de la production d'oxydes de carbone, de soufre et d'azote par les automobiles. Ainsi, l'évolution récente vers l'implantation d'emplois en banlieue a des effets positifs, parce qu'elle rééquilibre le trafic aux heures de pointe, mais aussi des effets négatifs, car elle entraîne plus de déplacements en automobile. Ce mode de vie, schématisé par le triptyque Métro, boulot, dodo, est également une des composantes du stress des travailleurs, coincés dans les embouteillages.
Les navettes permettent ainsi d’appréhender les problèmes de la saturation au niveau des transports, mais aussi l’inégale répartition des ressources fiscales. Elles permettent également d’étudier l’importance des villes dortoirs, dont certaines représentent des cas alarmants, surtout dans l’agglomération parisienne, avec notamment la ville de Bussy-Saint-Georges où le pourcentage de pertes journalières de population active occupée était de 85,7% en 2014.
Une question qui se pose de plus en plus est celle de savoir comment les collectivités peuvent favoriser un développement économique plus orienté vers une amélioration du marché local de l’emploi.